# Stormen Knud
Stormen Knud var en storm som först drog in över södra Norge den 19 september 2018 med både stormvindar och mycket nederbörd. Vid Lindesnes noterades vindar upp mot 37 m/s. Det rapporterades även att en äldre man skadades när ett garagetak slets loss av de kraftiga vindarna, samt att 60 000 hushåll blivit strömlösa.
Stormen drog sedan in över Sveriges västkust och Skåne den 21 september 2018 och SMHI utfärdade Klass 2-varningar för hela södra Sverige. Vid Väderöarna uppmättes en högsta vindstyrka på 32,8 m/s i vindbyarna, vilket är strax över orkanstyrka. Det rapporterades sedan om upprepade strömavbrott, nedfallna träd och problem i trafiken.
Stormens framfart blev lugnare än väntat, och under natten till den 22 september sänktes alla klass 2-varningar, förutom i Bohuslän, till klass 1 med 21-24 m/s, vilket innebär att ovädret inte längre klassas som storm.